# Kutagugung
Kutagugung is een bestuurslaag in het regentschap Karo van de provincie Noord-Sumatra, Indonesië. Kutagugung telt 842 inwoners (volkstelling 2010).